# کلارکسدیل (میزوری)
کلارکسدیل (به انگلیسی: Clarksdale) یک شهر در ایالات متحده آمریکا است که در شهرستان دیکلب، میزوری واقع شده‌است. کلارکسدیل ۰٫۸۳ کیلومتر مربع مساحت و ۲۷۱ نفر جمعیت دارد و ۲۸۶ متر بالاتر از سطح دریا واقع شده‌است.